# 速霸陸BRZ
速霸陸BRZ（日语：スバル・BRZ）為2012年起日本富士重工業製造、販售的四人座雙門跑車。由於同屬豐田集團的關係，該款車和豐田86、賽揚FR-S實屬為兄弟車，而這些兄弟車皆在富士重工業的群馬工廠製造。
車名「BRZ」來自英語中「Boxer引擎」、「Rear Wheel Drive（後輪驅動）」、代表究極的「Z」。

## 歷史與概要

### 第一代ZC6系（2012年-2020年）
2011年 - 3月1日在日內瓦車展上公開「BOXER Sports Car Architecture」，藉由展出車架輪廓的方式（請參看下方左上角第一張照片）向世人昭告新開發的跑車；同年8月23日的法蘭克福車展則宣布車名為速霸陸BRZ；11月13日速霸陸技術國際（Subaru Technology International，縮寫成STI）宣布將以跟R&D SPORT共同打造的BRZ參加2012年JAF大獎賽的SUPER GT（GT300）級，該比賽乃由日本汽車聯盟主辦。同年11月30日舉辦的東京車展上，原廠一同公開BRZ量產原型車及BRZ GT300仕樣車。
2012年 - 3月28日起在日本市場正式發售，分成四種級別：
- 「RA」版：針對競速賽事而設計的級別，所以空調系統成為選購配備，而標準配備則有HID頭燈、與車身同色前後保險桿等，搭配六速手動排檔系統，相當於豐田86的「RC」版。
- 「R」版：可選擇六速自排或手排變速箱，亦可加價選購17吋鋁圈懸吊升級套件和運動化內裝套件（二者需同時安裝，不能單獨選購），其他空力套件的部份則跟「S」版相同。
- 「S」版：最頂級的版本，可選擇六速手排或者附有換檔撥片的六速自排變速箱；另可加價選購人造皮格內裝及「R」版共通的空力套件。相當於豐田86的「GT」版，但後車輪碟煞通風盤為15吋。
- 「RA Racing」版：專為競速賽事而生的級別，包括以下配備[4]：
  - 鐵輪圈，以方便改裝需求。
  - 車頭新設兩個空氣導流槽，將冷空氣導向煞車系統。
  - 前保桿中央進氣孔內追加引擎機油冷卻器。
  - 拆除後座，並追加一套符合賽事規範、全數施以泡棉包覆的六點式防滾籠。
  - 駕駛座追加四點式三吋快拆式安全帶。
  - 追加托森式限滑差速器。

2012年7月26日香港總代理意美汽車引進右駕版BRZ，共分六速手排及六速自排兩種版本。8月臺灣總代理台灣意美汽車公布引進的規格、配備及價格，並於翌年2月開始交車。該公司引進六速手排及六速自排兩種版本，動力心臟一樣為2.0L FA20型，標準配備含雙前座、雙前座側邊與車側氣簾等六具安全氣囊、ABS+EBD+BAS煞車系統、VSC動態穩定控制系統、TCS循跡防滑控制系統、後座ISO-FIX兒童安全座椅固定座、引擎啟動按鈕、雙區恆溫空調系統、電熱座椅、巡航定速系統、車側後視鏡除霧功能、附光感應自動啟閉功能的HID頭燈、LED晝行燈等。至於中國大陸市場，則遲至翌年9月才上市。
2013年 - 8月19日日本當地發表由STI打造、限量500輛的「tS」特仕車。其中包含前下擾流飾板、18吋STI黑色鋁合金輪圈、兩段式角度可調的輕量化乾式碳纖維尾翼、Recaro代工之安全帶、整合側邊氣囊並擁有STI徽飾的Recaro賽車座椅、平光碳纖維車內飾板、紅色STI字樣的真皮鑰匙套等；另外儀表板上方以麂皮包覆，儀表也是STI專屬樣式。底盤部分加裝引擎室拉桿、前工字樑強化拉桿、避震器，由Brembo代工的前四活塞、後雙活塞之煞車系統。STI額外調校了VSC動態穩定控制系統，降低其介入程度以便提升車輛操控表現。
2015年 - 6月30日原廠宣布發售限量300部的「BRZ tS」特仕車，由速霸陸技術國際操刀的全車空力套件、黑色18吋鋁圈、Brembo煞車系統、引擎室拉桿、專屬運動化懸吊系統、Recaro桶型賽車座椅、專屬排檔頭等配備。同年7月1日速霸陸北美分公司宣佈推出限量500輛的「HyperBlue」特仕車，除了水藍色車身塗裝與藍黑雙色調內裝之外，車載多媒體系統升級為STARLINK 6.2系統，具有6.2吋全彩觸控螢幕、廣播、CD、藍牙、iPod連接、倒車顯影等功能。
2016年 - 5月26日速霸陸美國分公司宣布小改款，更換前保桿造型，頭燈、霧燈、晝行燈、尾燈一律改為LED，變換成十輻17吋消光黑鋁圈；為了減重，尾翼以鋁合金製成。內裝部分沒有多大變動，三環式儀表板最右側換成4.2吋液晶螢幕，可以顯示G值、油門踏板位置、煞車力道、轉向角度、機油與水溫溫度、電池電壓、單圈計時時間等資訊。重新設計的方向盤新增多功能快捷按鍵，另可加價選購6.2吋的Subaru STARLINK多功能娛樂整合觸控螢幕。
動力心臟雖同為2.0L水平對臥四缸DOHC FA20型引擎，全新的汽門機構、凸輪軸、汽缸蓋可以減少運轉的摩擦阻力，鋁製進氣歧管和重新設計的排氣管可增加空氣流量。六速手排變速箱的終傳比從4.1：1改成4.3：1，故馬力輸出稍微提高5hp（自排版仍維持原動力）。在底盤懸吊系統部分，避震阻尼設定設定得更硬派，強化後防傾桿與引擎室拉桿的剛性，並且將斜坡起步輔助系統列入全車系標準配備。另外，可加價選購Limited手排車型才能搭載的「Performance Package」性能套件，包含Brembo煞車卡鉗、SACHS避震器、17吋黑色鋁圈等。
同年7月5日日本本地亦宣布小改款，前保桿加入類似飛機翼端板，頭燈與尾燈改成LED，17吋鋁合金輪圈和尾翼重新設計。內裝方面，中控台、膝蓋靠墊、儀錶板總成等處改以新皮革材質包覆，方向盤的盤面直徑改小，並換上新材質增加觸感。儀錶板上換成4.2吋的多功能行車資訊顯示幕，電熱加溫控制面板與車門按鈕控制面板則換成類碳纖維材質。改良2.0L水平對臥四缸DOHC FA20型引擎的引擎本體與進排氣系統，並強化汽缸蓋與汽缸本體接合部位的剛性，使得最大馬力達207ps / 7,000rpm、扭力峰值21.6kg・m / 6,400-6,800rpm。修改傳動系統的終傳比，讓車子在各轉速域的加速性能都得到提昇。車體方面提升其剛性，換上磅數更大的懸吊彈簧，變更避震器內部構造與減震阻尼設定，更換不同內徑的後軸防傾桿以提昇操控反應與穩定性。此外，秋季預計發表配置Brembo煞車系統、SACHS避震器等配備的頂級車型「GT」，並以GT車型為基礎推出限量100部的「Yellow Edition」特仕車。
2017年 - 9月11日部分改良，提升車體剛性、能自動閃爍三次的方向燈等，S、GT兩款車型加入車頭、車尾迎賓點亮功能。

#### 與兄弟車的差異
速霸陸BRZ、豐田86和賽揚FR-S皆是共同開發，並在同一條生產線製造。其中賽揚汽車為豐田汽車針對北美洲成立的子品牌，故豐田86和賽揚FR-S實際上相去不遠。反觀速霸陸BRZ和豐田86的差別，自推出以來兩者常被汽車媒體及車迷拿出來比較，最明顯的為車輛轉向性質：在操控表現上，BRZ在前輪轉向的回饋較為紮實，特別是透過避震器傳遞路面狀況回車身的狀況更為清晰。換句話說，BRZ刻意強化前輪懸吊阻尼設定，以加強前輪的指向及回饋反應，後輪避震阻尼反倒較為柔軟，降低車輛出彎加速時轉向過度的特性，呈現偏中性的轉向特質。相反地，豐田86則採取前軟後硬的避震器阻尼設定，以塑造出強調轉向過度的操控特質。駕駛豐田86在出彎時可以藉由反打方向盤、漂移車身獲得駕駛樂趣，但行駛穩定度大減；駕駛BRZ在出彎時則可控制油門的深淺程度來操縱車輛的轉向幅度，不必急著修正偏滑的後輪。

#### 得獎紀錄
速霸陸BRZ曾和兄弟車豐田86獲得2013年度歐洲年度風雲車第二名。

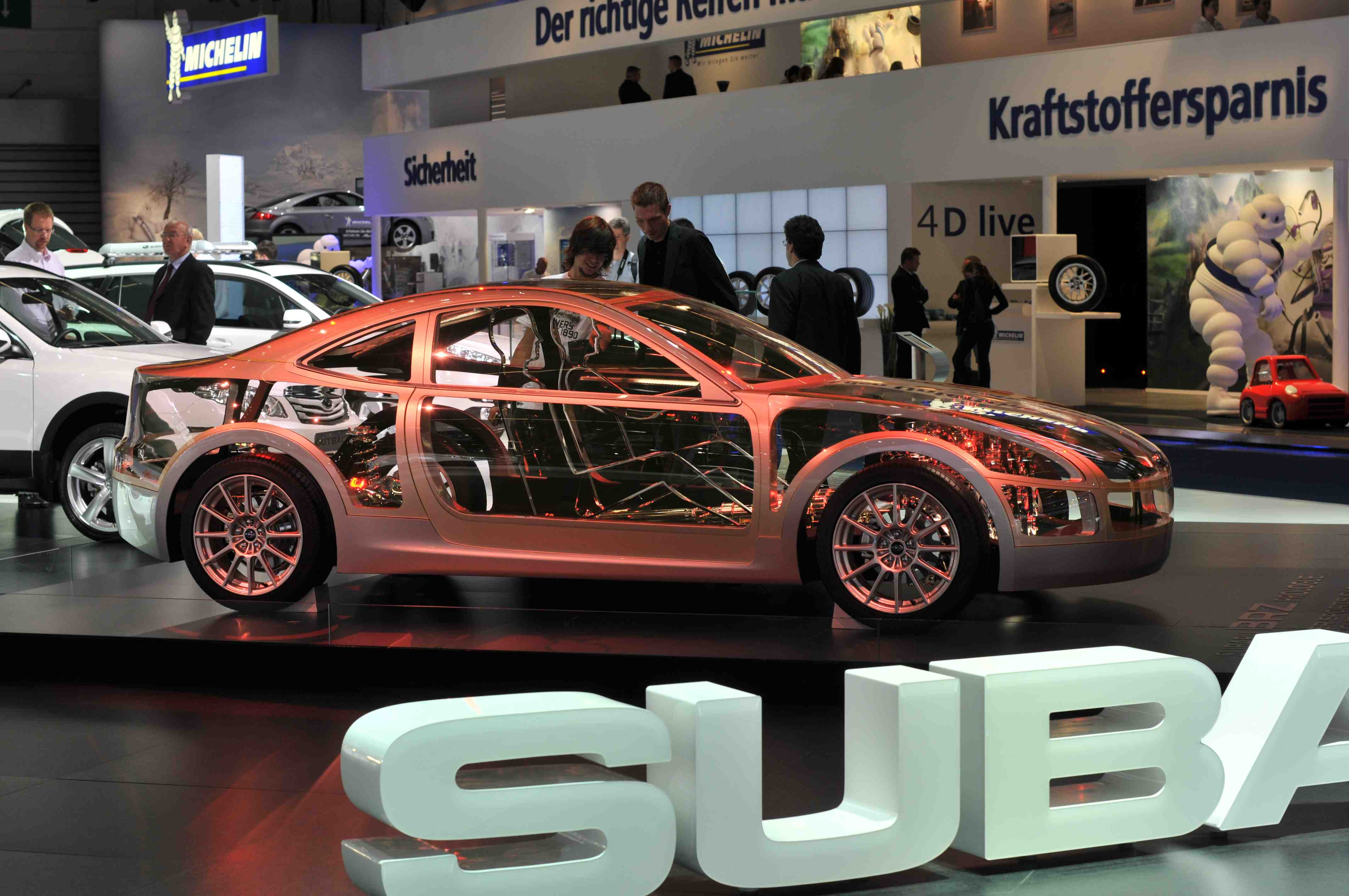
BOXER Sports Car Architecture
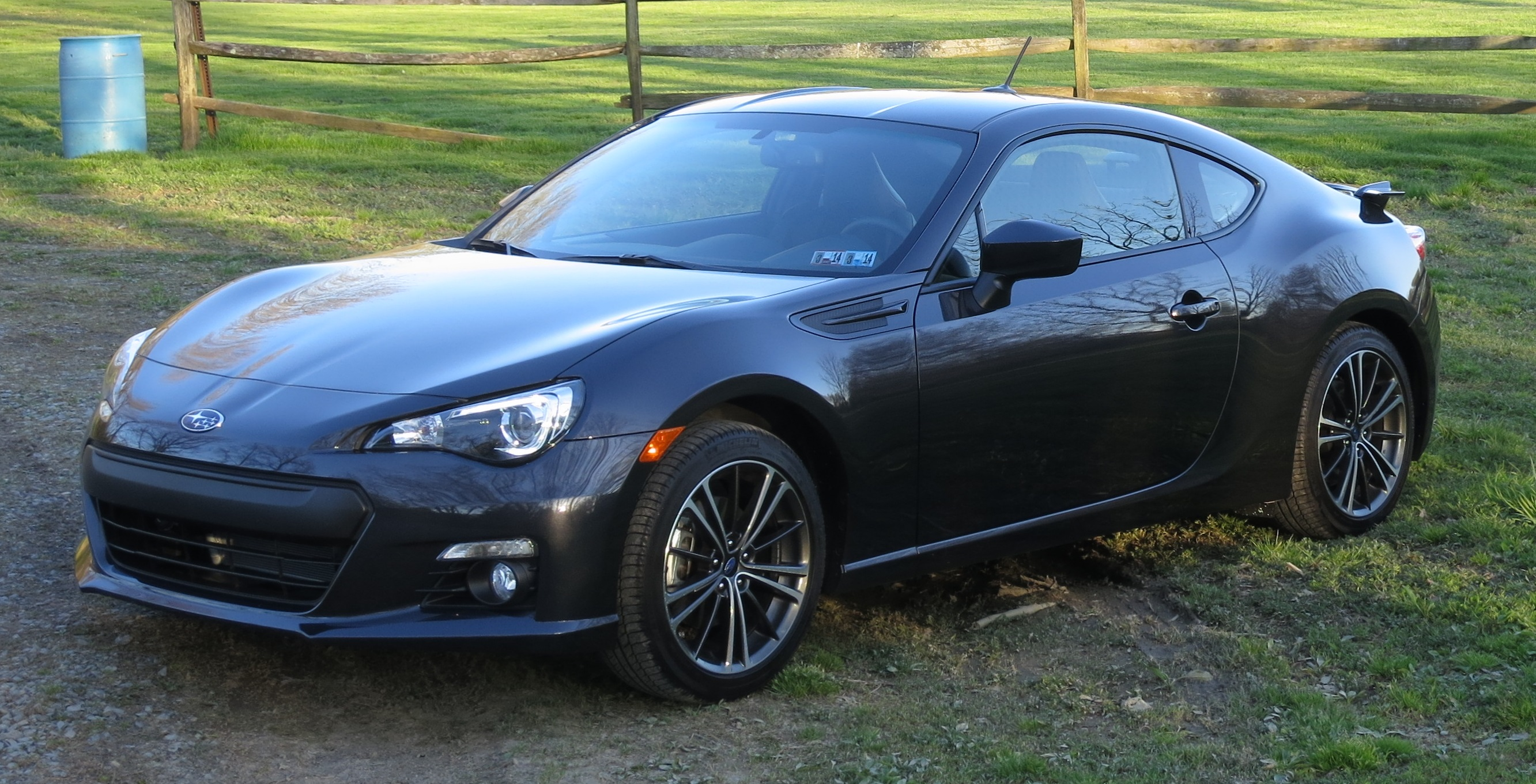
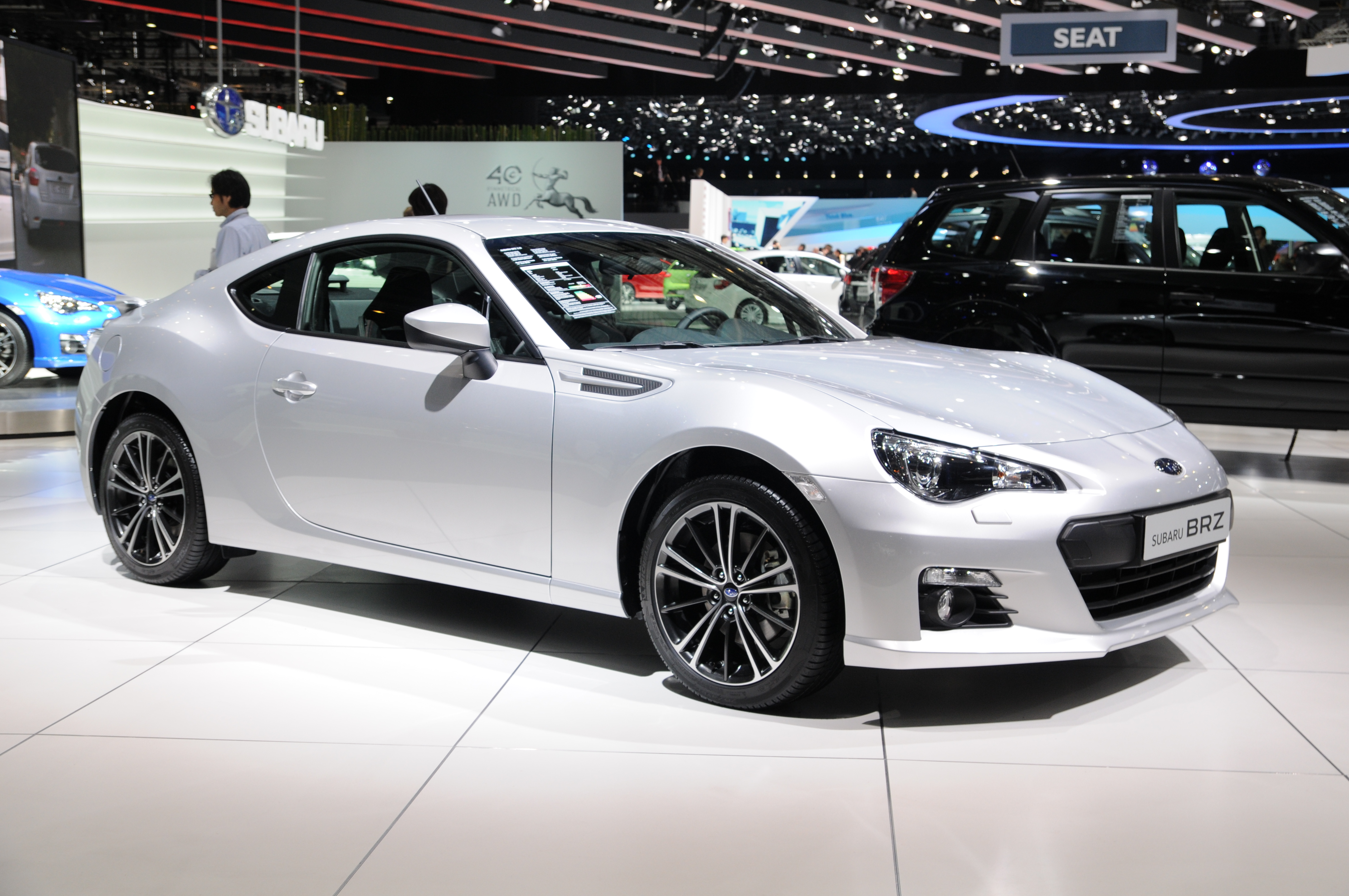
2012年日內瓦車展
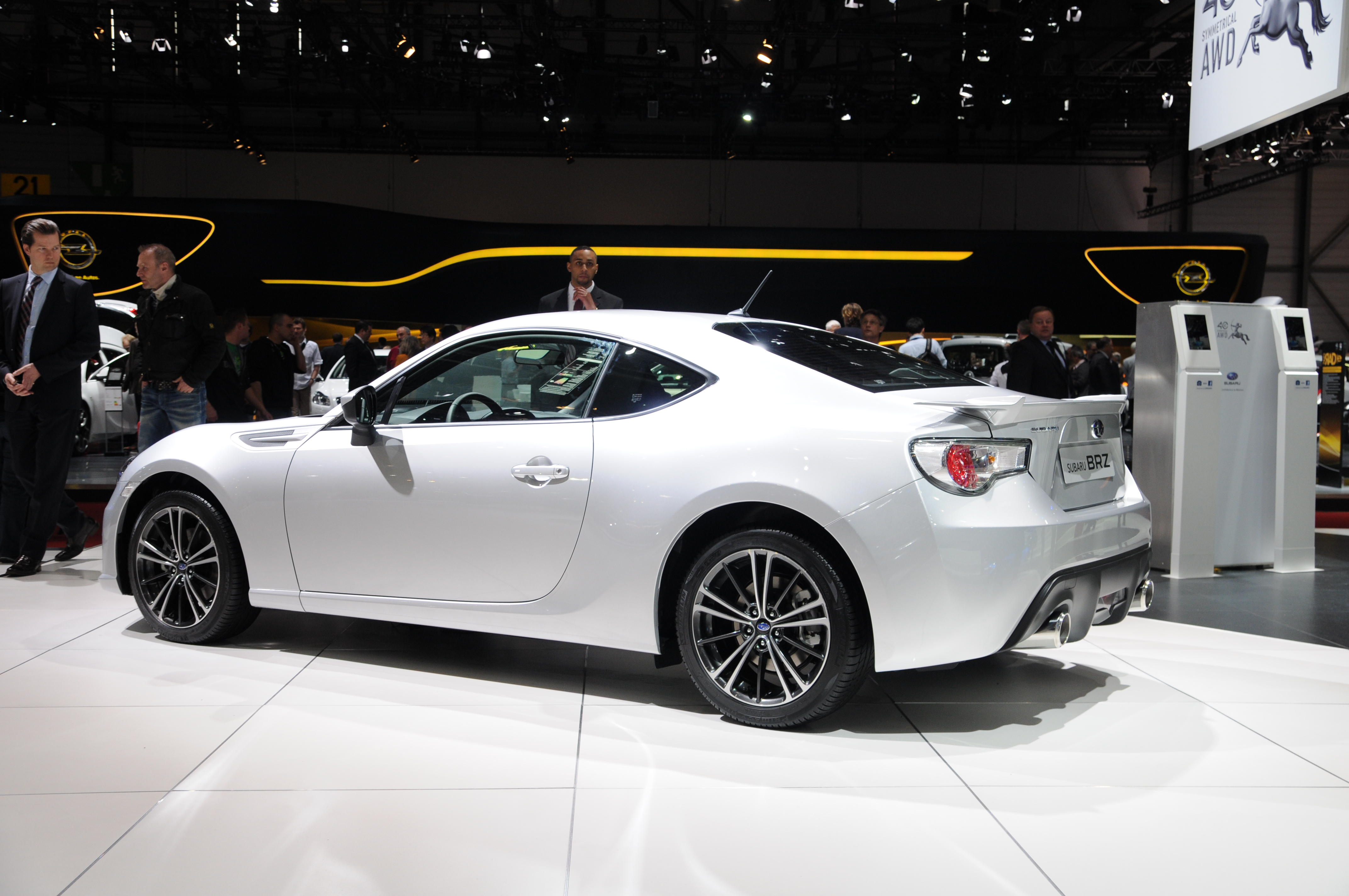
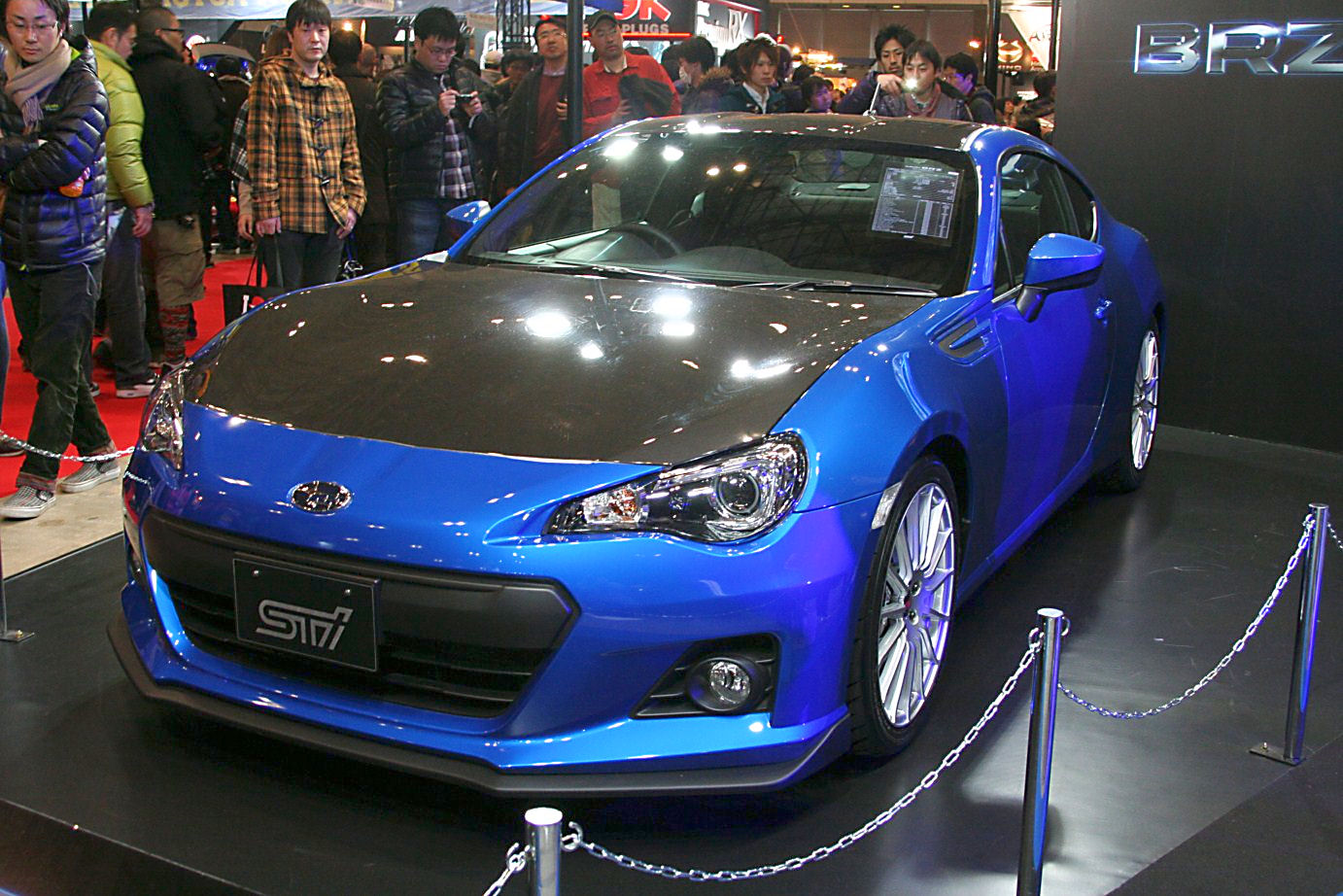
STI Concept車頭
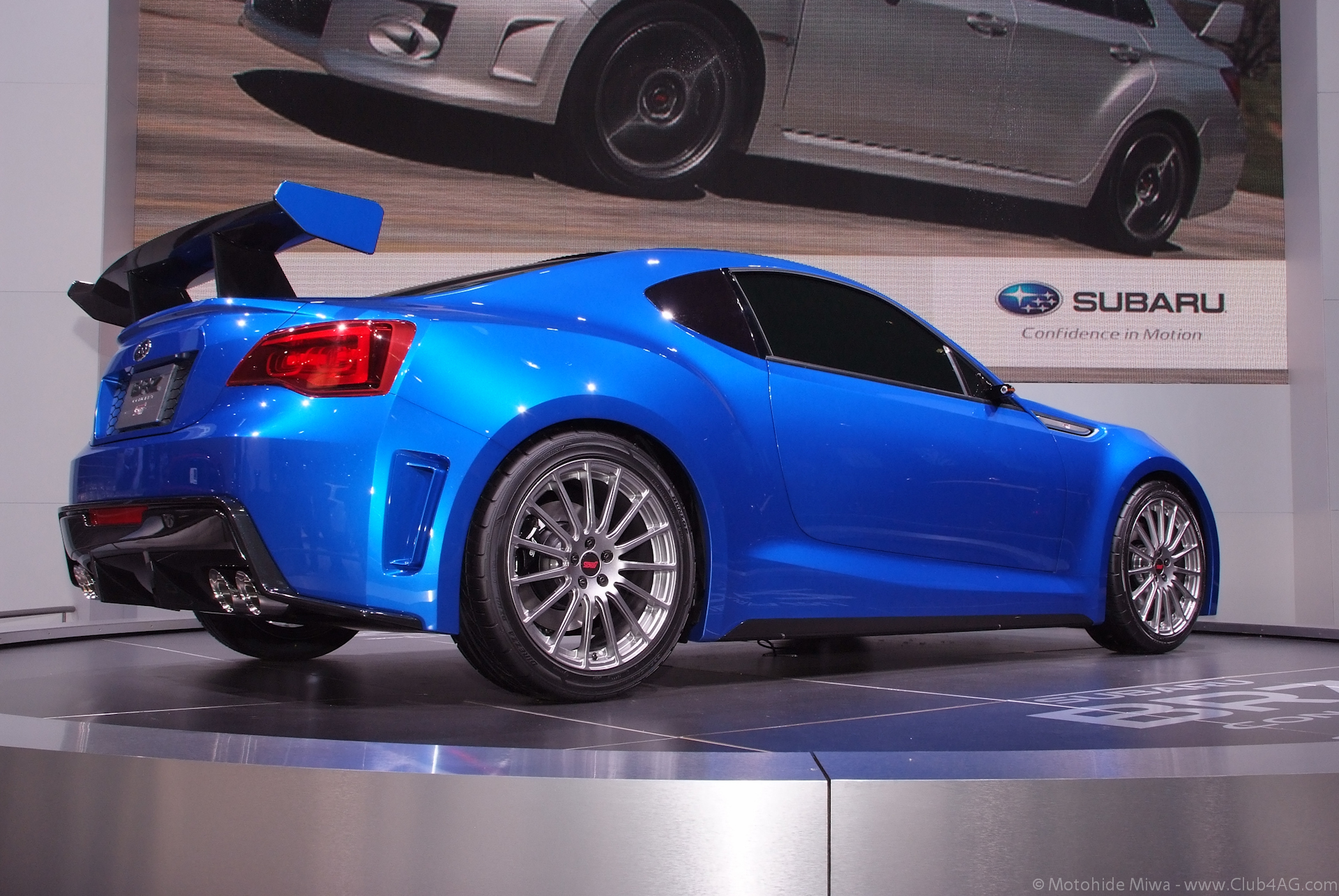
STI Concept車尾
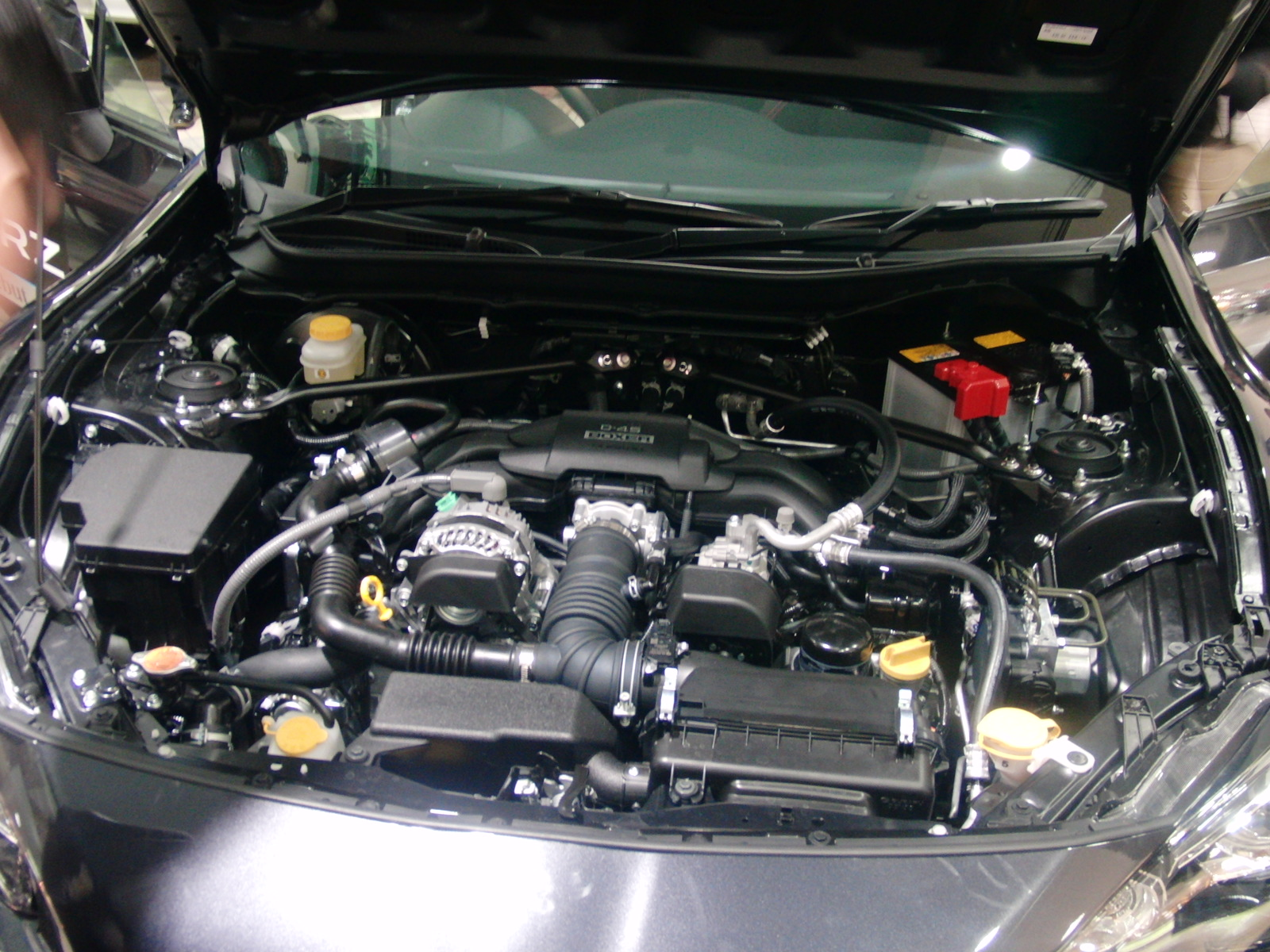
引擎室特寫
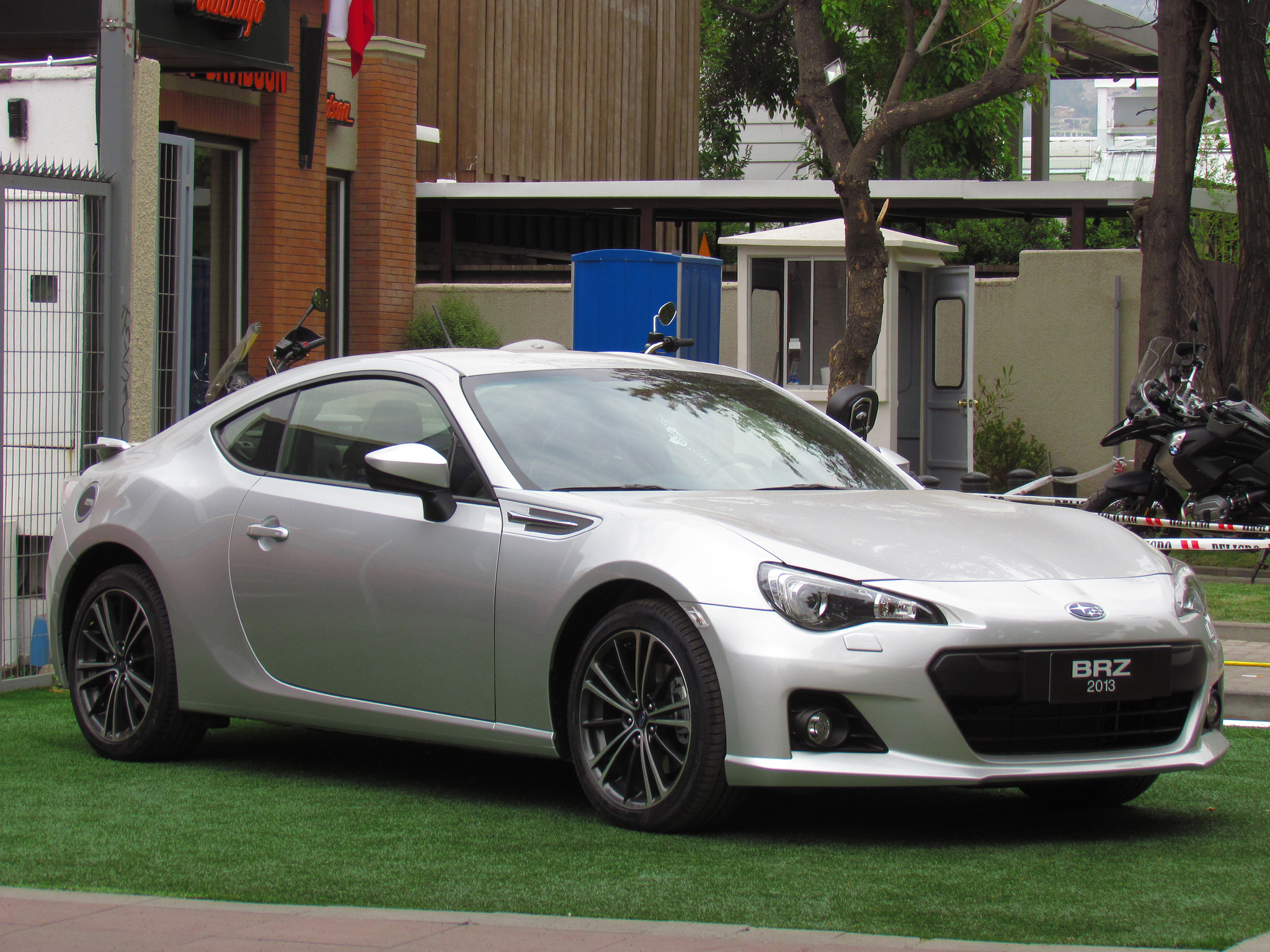
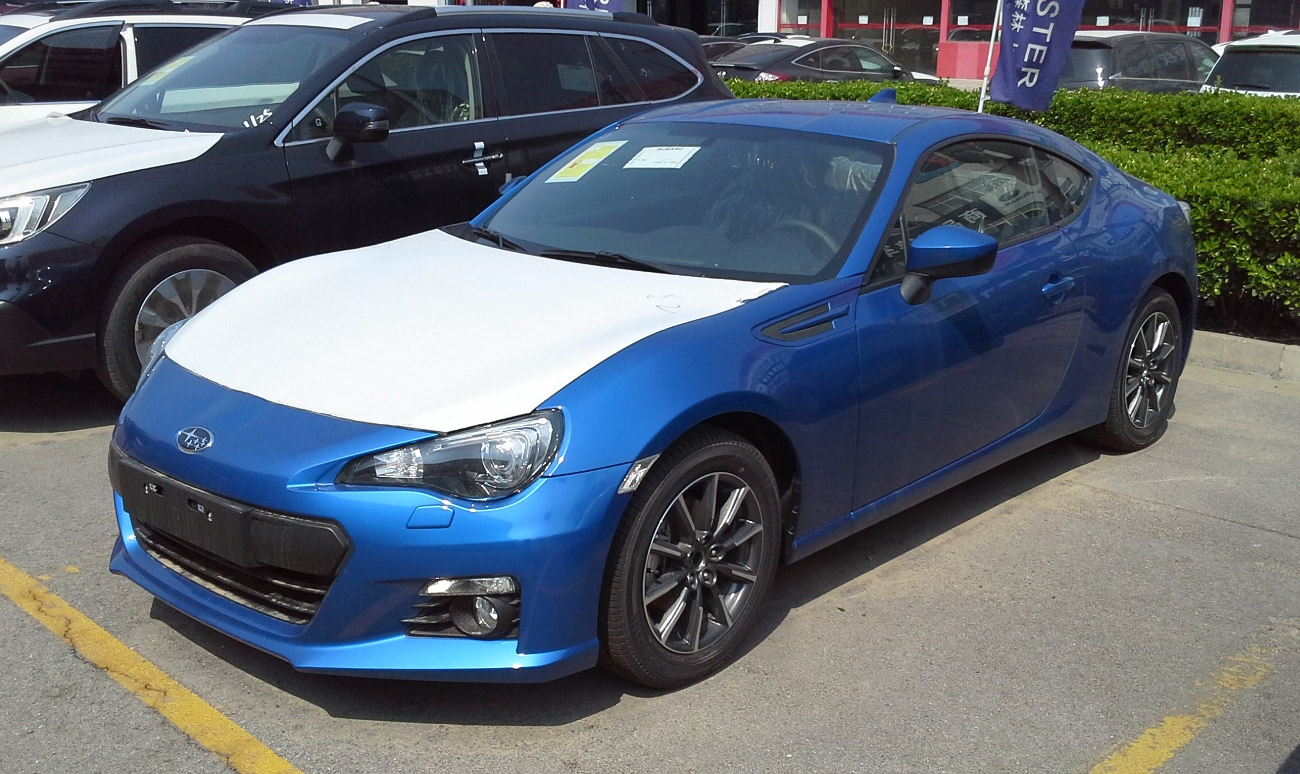
攝於北京
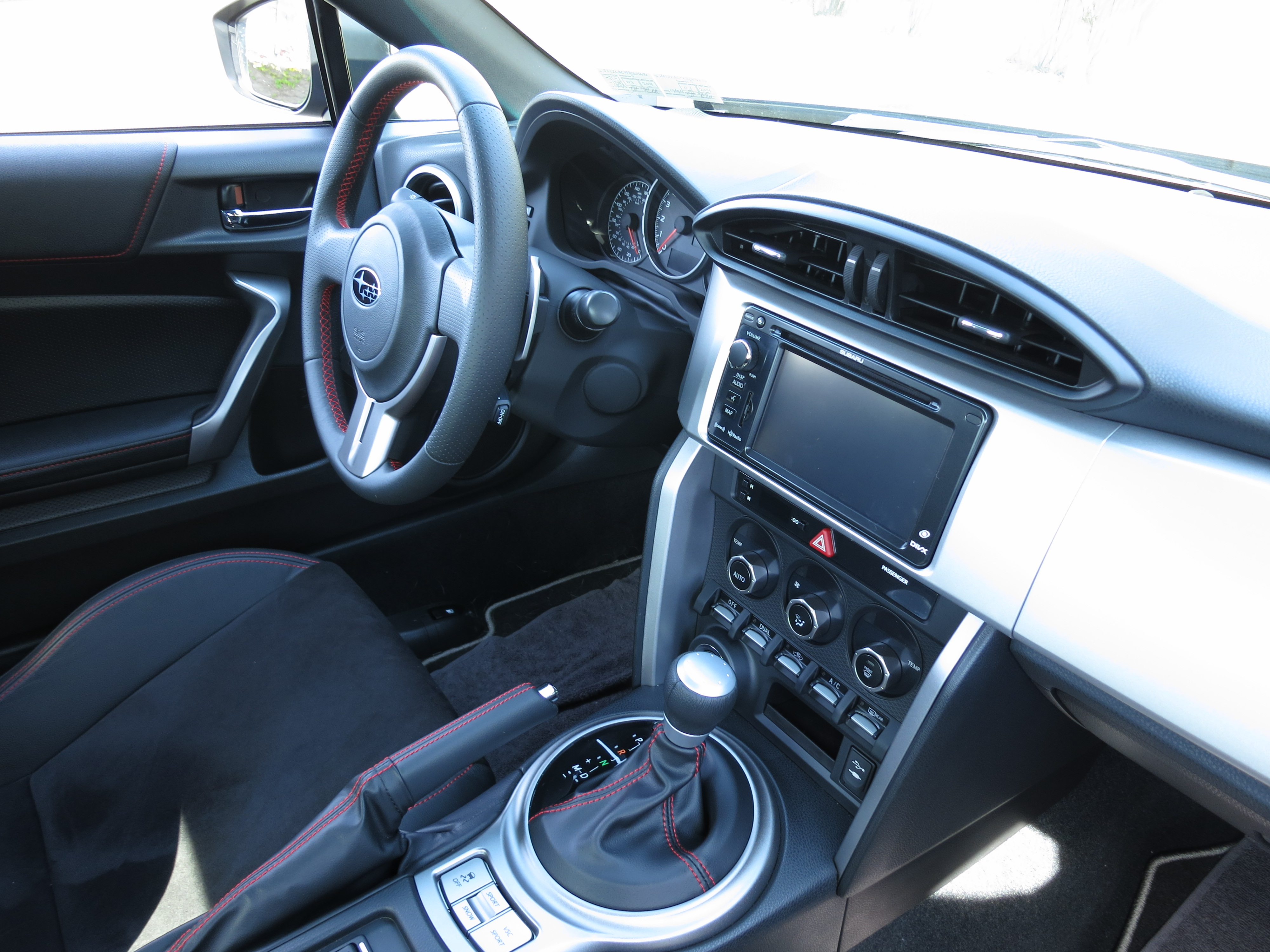
左駕車內裝

### 第二代ZD8系（2021年迄今）
第二代車型於2020年11月18日首次發佈。車輛重量比舊車型增加了20kg，總長度也增加了30mm。另一方面，總高度降低了10mm。
引擎配備新開發的FA24D型，透過將排氣量增加到2.4升，改進了中轉區域的力矩，這是前代產品的問題。規格在最大輸出時提高了24ps，最大扭矩提高了38Nm。
擋泥板中安裝了新的進氣口，以減少空氣阻力。後牌照的位置從後行李箱蓋上更改為後保險桿上，在內裝中，儀錶從模擬儀錶更改為7吋數位儀表。中央有一個8吋的Subaru Starlink影音觸控螢幕，支援Android Auto和Carplay。
此外，6速自排車型還配備了駕駛輔助系統「EyeSight」，這是第一代沒有安裝的配備，以及雙攝影鏡頭檢測前方，它還配備了遠光輔助系統，根據情況遠光燈和近光燈可自動切換。

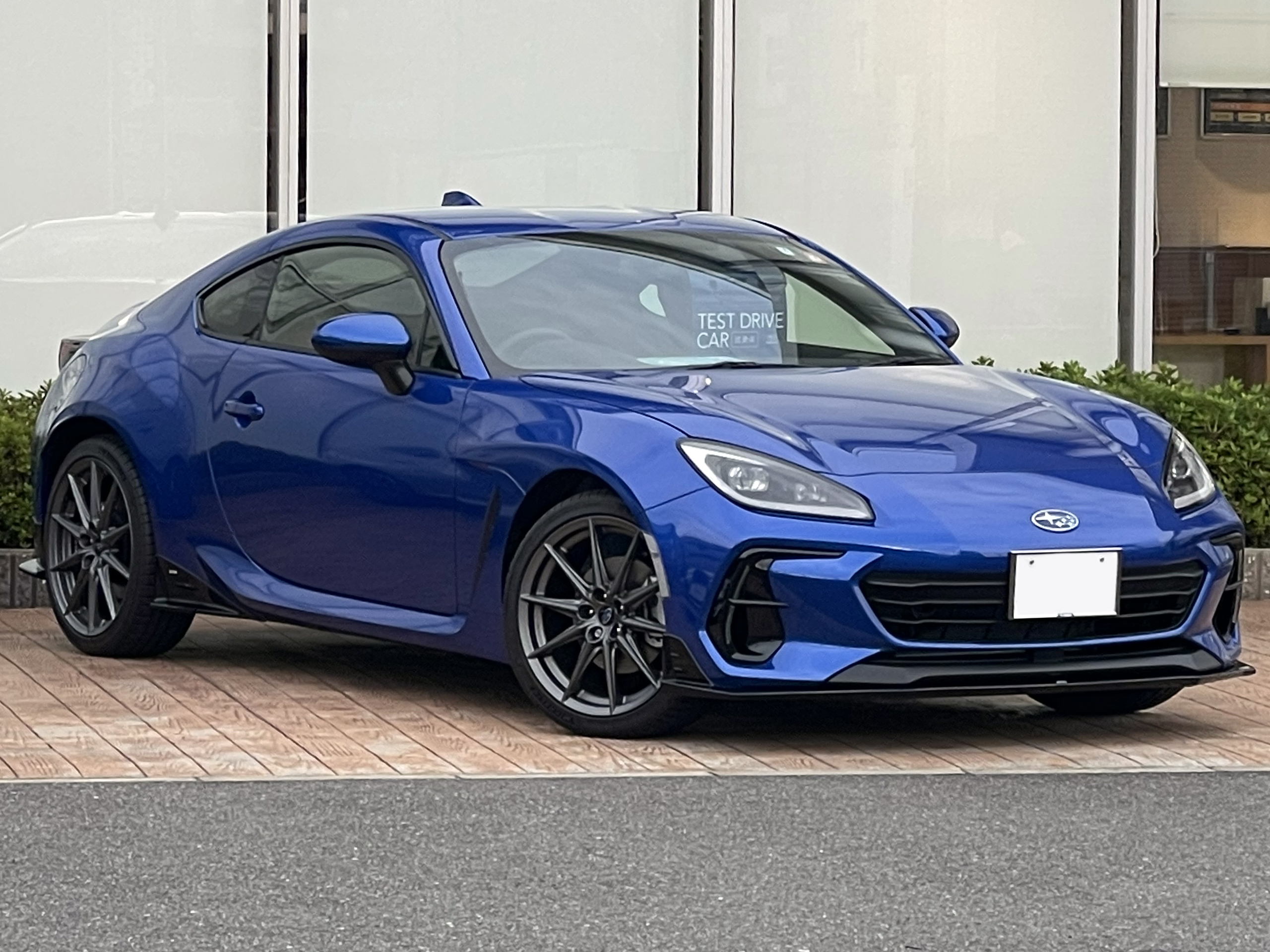
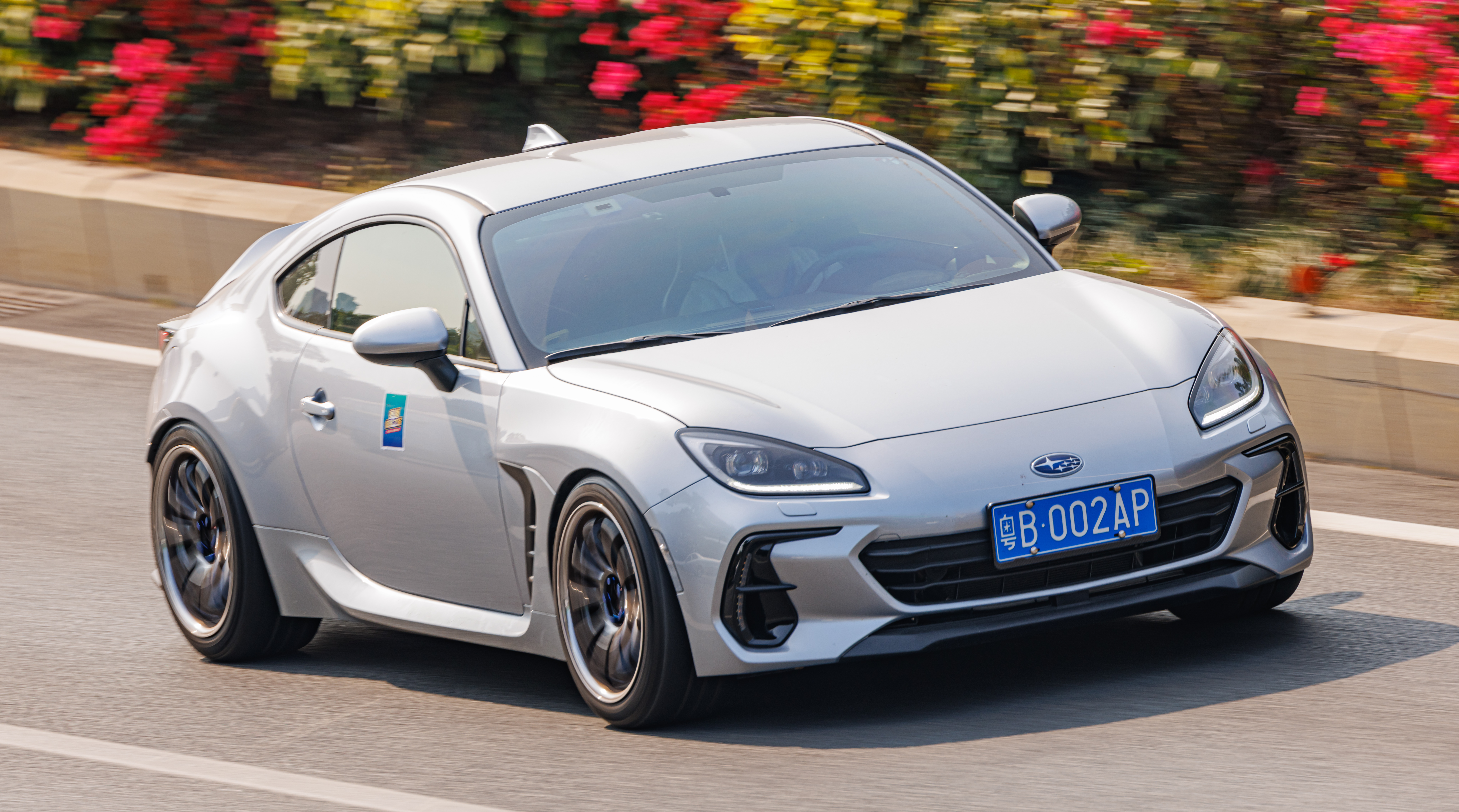
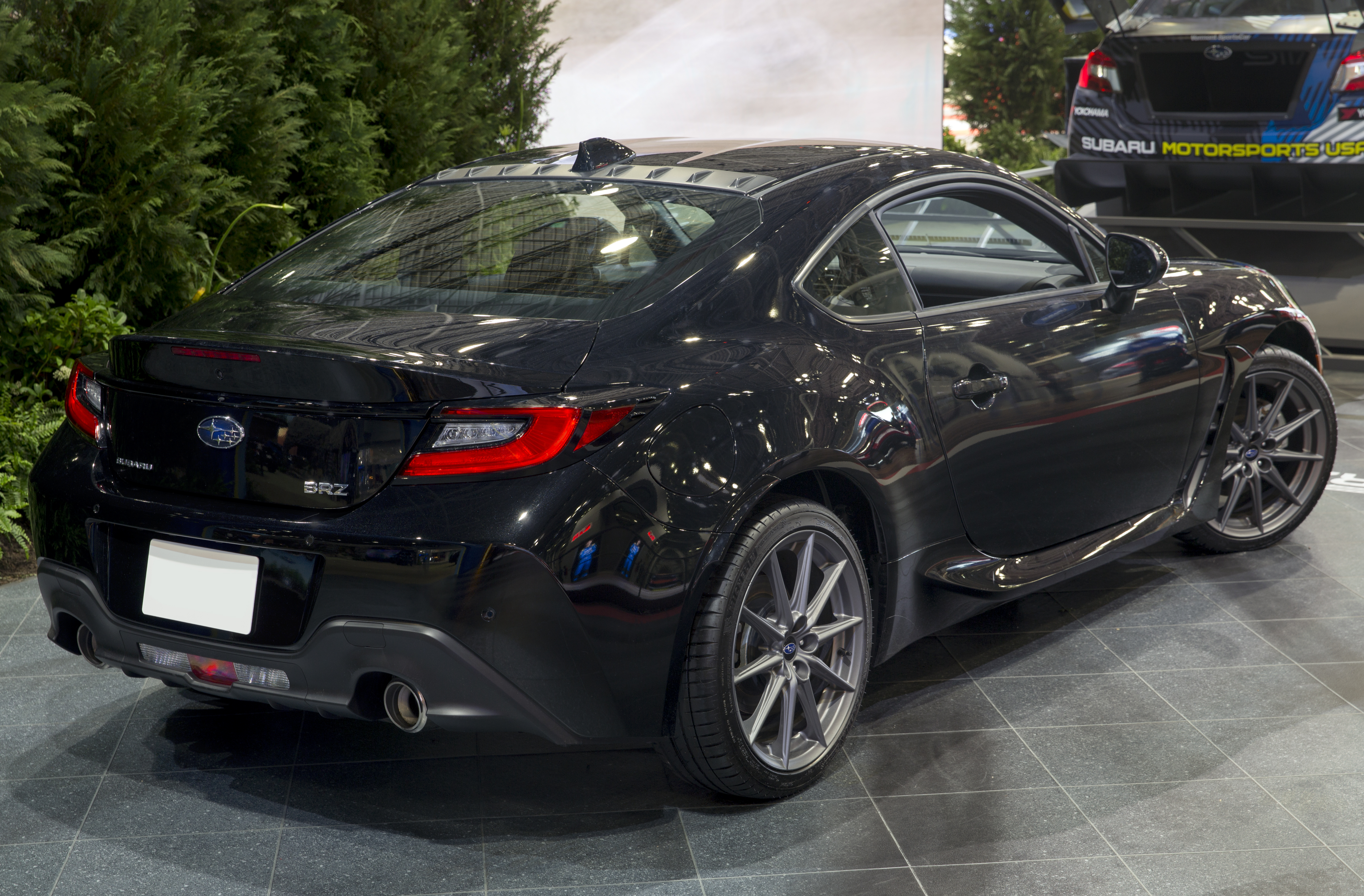
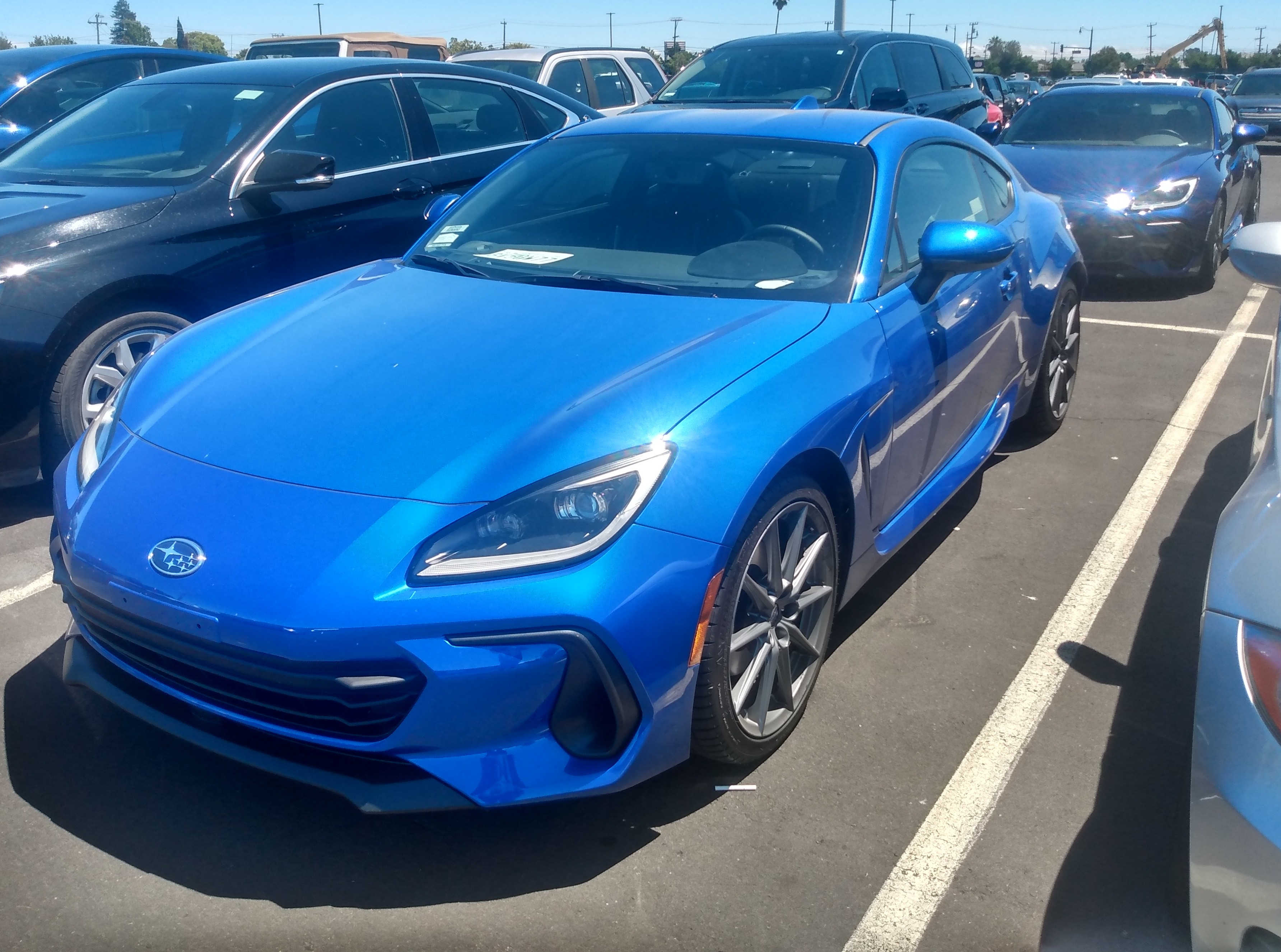
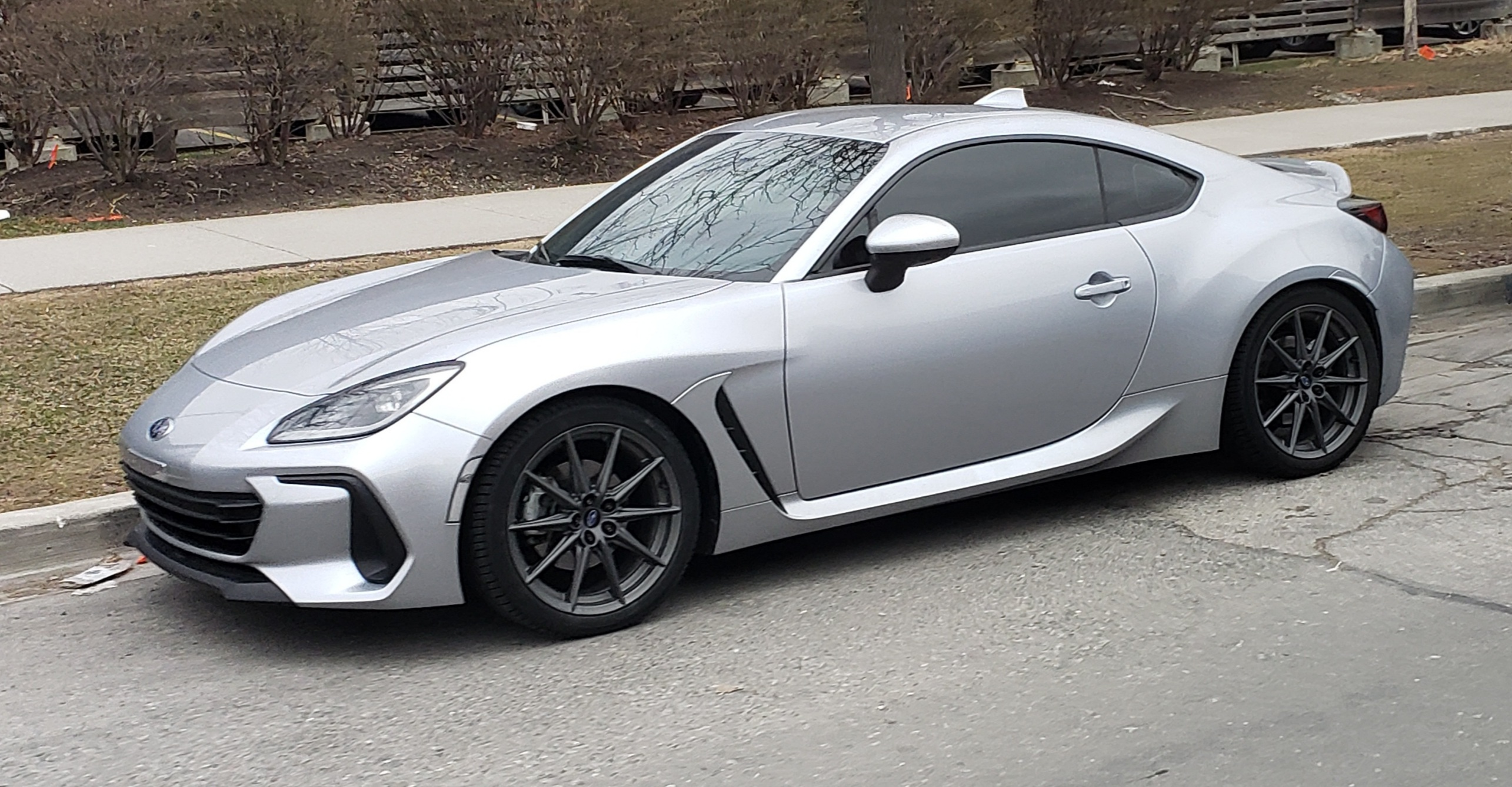

## 外部連結
- SUBARU BRZ | SUBARU （页面存档备份，存于）
- Subaru BRZ（米国） （页面存档备份，存于）
- Subaru BRZ（ドイツ） （页面存档备份，存于）